# Ouro Gueladjo
Ouro Gueladjo este o comună rurală din departamentul Say, regiunea Tillabéri, Niger, cu o populație de 19.506 locuitori (2001).